# 1. FC Tatran Prešov
L'1. FC Tatran Prešov è una società calcistica slovacca con sede nella città di Prešov.
Fondata nel 1898, milita in Superliga, la massima divisione del calcio slovacco.

## Cronistoria
- 1898: è fondato l'Eperjesi Torna és Vívó Egyesület ("ETVE") Prešov
- 1920: il club è rinominato TVE Prešov
- 1931: il club è rinominato Slávia Prešov
- 1945: il club è rinominato PTS Prešov
- 1947: il club è rinominato prima in DSO Slavia Prešov poi in DSO Snaha Prešov
- 1948: il club è rinominato Sparta Dukla Prešov
- 1950: il club è rinominato Dukla Prešov
- 1951: il club è rinominato Dukla ČSSZ Prešov
- 1952: il club è rinominato ČSSZ Prešov
- 1953: il club è rinominato DSO Tatran Prešov
- 1960: il club è rinominato TJ Tatran Prešov
- 1989: il club è rinominato Tatran Agro Prešov
- 1991: il club è rinominato FC Tatran Prešov
- 1996: il club è rinominato FC Tatran Bukóza Prešov
- 1998: il club è rinominato FC Tatran Prešov
- 2005: il club è rinominato 1.FC Tatran Prešov

## Palmarès

### Competizioni nazionali
- Coppa di Slovacchia: 1

1991-1992
- 2.Liga: 3

2007-2008, 2015-2016, 2024-2025
- 3. Liga: 1

2021-2022

### Competizioni internazionali
- Coppa Mitropa: 1

1980-1981
- Coppa Intertoto: 1

1978

### Altri piazzamenti
- Campionato cecoslovacco:

Secondo posto: 1964-1965, 1972-1973
Terzo posto: 1963-1964
- Coppa di Cecoslovacchia:

Finalista: 1965-1966, 1991-1992
- Coppa di Slovacchia:

Finalista: 1993-1994, 1996-1997
Semifinalista: 1994-1995
- Supercoppa di Slovacchia:

Finalista: 1994
- 2. Liga:

Terzo posto: 2003-2004, 2014-2015

## Rosa 2012-2013
| N. |                       | Ruolo | Calciatore        |
| -- | --------------------- | ----- | ----------------- |
| 2  | Slovacchia (bandiera) | D     | Jakub Bartek      |
| 3  | Slovacchia (bandiera) | D     | Vladimír Papp     |
| 5  | Slovacchia (bandiera) | D     | Michal Krajník    |
| 8  | Slovacchia (bandiera) | C     | Radoslav Augustín |
| 9  | Slovacchia (bandiera) | D     | Jaroslav Kolbas   |
| 10 | Slovacchia (bandiera) | C     | Jozef Dolný       |
| 14 | Slovacchia (bandiera) | C     | Richard Kačala    |
| 15 | Slovacchia (bandiera) | A     | Michal Kamenčík   |
| 16 | Slovacchia (bandiera) | A     | Matúš Marcin      |
| 17 | Slovacchia (bandiera) | C     | Peter Lipták      |
| 19 | Slovacchia (bandiera) | C     | Miroslav Poliaček |
| 21 | Slovacchia (bandiera) | C     | Patrik Jacko      |

| N. |                       | Ruolo | Calciatore      |
| -- | --------------------- | ----- | --------------- |
| 23 | Rep. Ceca (bandiera)  | P     | Jakub Diviš     |
| 24 | Slovacchia (bandiera) | C     | Ján Papaj       |
| 30 | Rep. Ceca (bandiera)  | P     | Jakub Plánička  |
| 31 | Slovacchia (bandiera) | D     | Peter Petráš    |
| 33 | Slovacchia (bandiera) | A     | Ján Novák       |
| 36 | Slovacchia (bandiera) | C     | Lukáš Hruška    |
| 42 | Slovacchia (bandiera) | C     | Roman Gergel    |
| 44 | Ucraina (bandiera)    | C     | Andriy Yakovlev |
| 45 | Slovacchia (bandiera) | P     | Denis Barát     |
| 84 | Slovacchia (bandiera) | D     | Miloš Brezinský |
| 87 | Rep. Ceca (bandiera)  | D     | Jan Krob        |
| 88 | Brasile (bandiera)    | A     | Bernardo        |

## Rosa 2010-2011
| N. |                                 | Ruolo | Calciatore         |
| -- | ------------------------------- | ----- | ------------------ |
| 2  | Slovacchia (bandiera)           | D     | Michal Piter-Bučko |
| 3  | Rep. Ceca (bandiera)            | D     | David Čep          |
| 6  | Slovacchia (bandiera)           | C     | Viliam Macko       |
| 11 | Slovacchia (bandiera)           | C     | Peter Katona       |
| 13 | Bosnia ed Erzegovina (bandiera) | C     | Avdija Vršajević   |
| 18 | Slovacchia (bandiera)           | D     | Marian Farbák      |
| 21 | Slovacchia (bandiera)           | P     | Ján Mucha          |
| 24 | Slovacchia (bandiera)           | D     | Ján Papaj          |
| 28 | Rep. Ceca (bandiera)            | D     | Tomáš Josl         |
| 29 | Slovacchia (bandiera)           | C     | Dávid Guba         |
| 31 | Slovacchia (bandiera)           | D     | Michal Krajník     |
| -- | Rep. Ceca (bandiera)            | P     | Jakub Plánička     |

| N. |                       | Ruolo | Calciatore        |
| -- | --------------------- | ----- | ----------------- |
| -- | Slovacchia (bandiera) | A     | Jozef Dolný       |
| -- | Slovacchia (bandiera) | D     | Peter Petráš      |
| -- | Slovacchia (bandiera) | D     | Slavomír Kica     |
| -- | Slovacchia (bandiera) | D     | Martin Baran      |
| -- | Slovacchia (bandiera) | C     | Pavol Baláž       |
| -- | Slovacchia (bandiera) | A     | Ľubomír Meszároš  |
| -- | Slovacchia (bandiera) | P     | Boris Peškovič    |
| -- | Slovacchia (bandiera) | C     | Ivan Belák        |
| -- | Rep. Ceca (bandiera)  | A     | Libor Žůrek       |
| -- | Rep. Ceca (bandiera)  | C     | Martin Vyskočil   |
| -- | Rep. Ceca (bandiera)  | D     | Jakub Heidenreich |
| -- | Slovacchia (bandiera) | C     | Dávid Leško       |